# Deutschlandsender
Der Begriff Deutschlandsender steht für die Typenbezeichnung eines deutschen Langwellensenders aus den 1920er und 1930er Jahren und für die 1933 in Deutschland gegründete „Deutschlandsender GmbH“.

## Deutschlandsender (Typenbezeichnung)

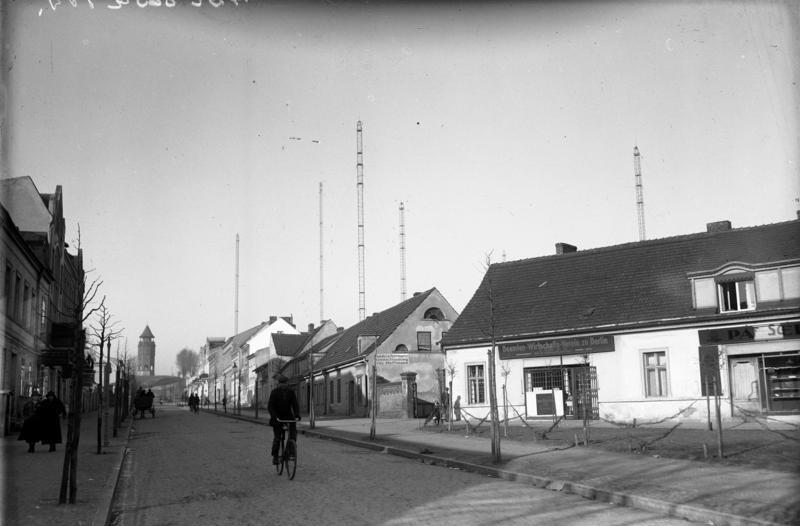
Die Funktürme des Deutschlandsenders in Königs Wusterhausen (1926)

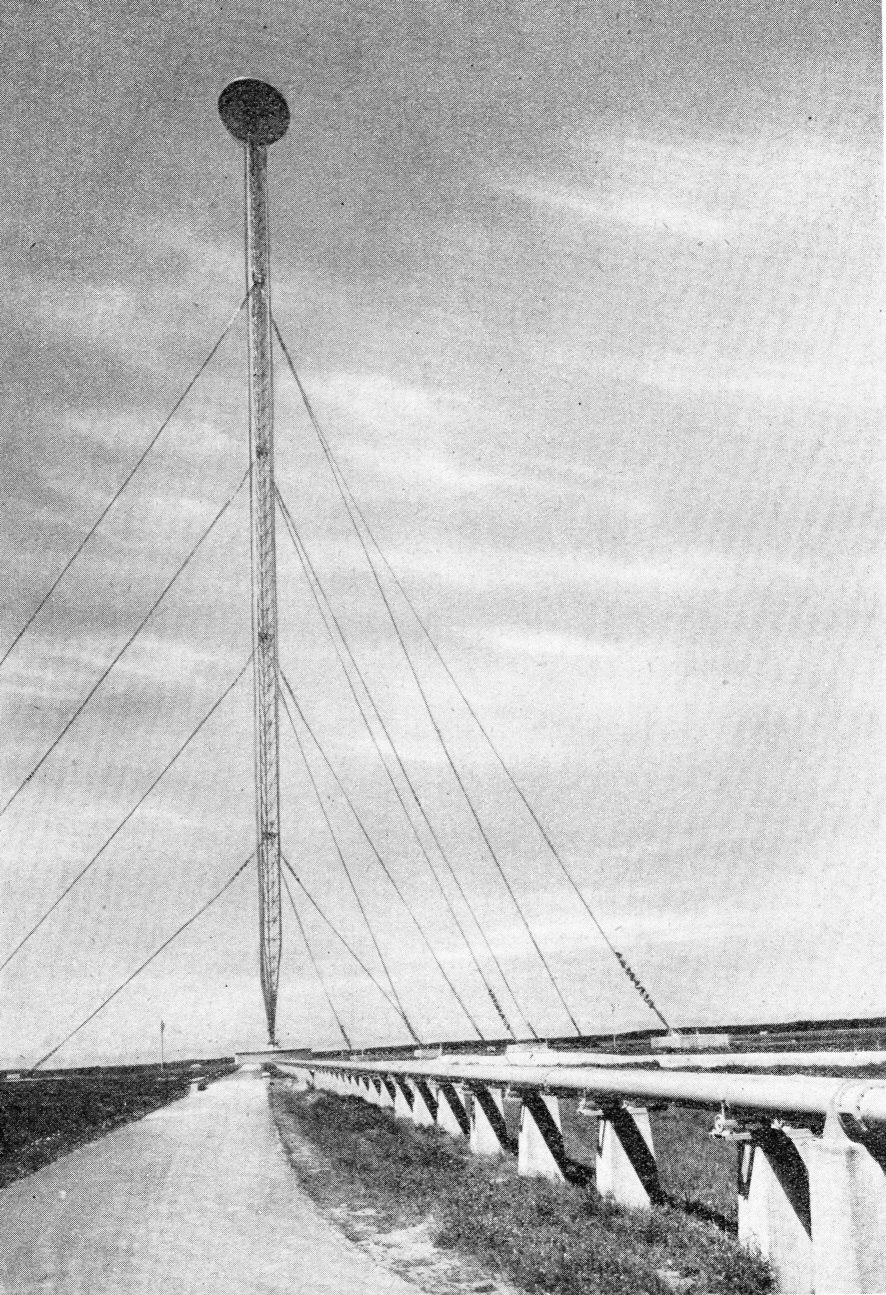
Deutschlandsender III in Herzberg (Elster)

1920 entwickelte die Deutsche Reichspost den ersten Langwellensender, der für Rundfunkübertragungen von Königs Wusterhausen aus genutzt wurde. 
Um die Reichweite auf Langwelle zu verbessern, wurde 1925 von der Firma Telefunken ein neuer 5 kW starker Sender entwickelt, der die Bezeichnung „Deutschlandsender“ erhielt. Dieser wurde ab 1926 von der Deutschen Welle für ihr Hochschul- und Unterrichtsprogramm genutzt. Währenddessen wurde in Deutschland die Leistungsstärke der Rundfunksender stetig erhöht, und so entsprach der Langwellensender Königs Wusterhausen bald nicht mehr seinen Anforderungen. 
Daraufhin ließ die Reichspost einen neuen Sender mit 35 kW Leistung bauen. Dieser wurde im vier Kilometer von Königs Wusterhausen entfernten Zeesen installiert und erhielt den Namen „Deutschlandsender II“. Seine Leistung wurde später zunächst auf 60 kW, danach auf 100 kW erhöht. 
Nach Einführung des Luzerner Wellenplans waren ab 1934 Senderstärken bis 150 kW erlaubt. Für eine solche Leistung war der Sendeplatz Zeesen nicht geeignet. Als neuer Sendestandort wurde Herzberg (Elster) ausgewählt, für den erneut mit dem Deutschlandsender III ein neuer Sendertyp entwickelt wurde. Seine Leistung wurde nach und nach auf 500 kW erhöht. Er wurde damit zum damals leistungsstärksten Rundfunksender in Europa. Für die Antenne wurde ein 337 m hoher Mast errichtet, der zu dieser Zeit das höchste Bauwerk Europas war. Der Deutschlandsender III wurde am 21. April 1945 bei einem Bombenangriff stark beschädigt und die gesamte Sendeanlage wurde 1946/47 auf Befehl der Sowjetischen Militäradministration in Deutschland von Angehörigen der Sowjetarmee demontiert.

## Deutschlandsender GmbH
Bis zum 31. Dezember 1932 war die Deutsche Welle GmbH Nutzerin der jeweiligen Deutschlandsender. Am 1. Januar 1933 wurde die Deutsche Welle in die „Deutschlandsender G. m. b. H.“ überführt. Damit änderte sich auch das Programm; der Deutschlandsender hatte von nun an repräsentative Programme des deutschen Rundfunks zu verbreiten. Dafür wurde die Langwellenfrequenz 191 kHz genutzt. Zusammen mit dem deutschen Kurzwellensender wurde er später in das Eigentum des Deutschen Reichs überführt.